# Gioachino Rossini
Pour les articles homonymes, voir Rossini (homonymie).
Œuvres principales
- L'Italienne à Alger (1813)
- Le Turc en Italie (1814)
- Le Barbier de Séville (1816)
- La Cenerentola (1817)
- Semiramide (1823)
- Le Comte Ory (1828)
- Guillaume Tell (1829)
- Stabat Mater (1831-41)
- Petite messe solennelle (1863-67)

Gioachino Rossini — Gioacchino Rossini pour certains auteurs francophones et Giovacchino Antonio Rossini pour l'état civil — est un compositeur italien né le 29 février 1792 à Pesaro (alors dans les États pontificaux) et mort le 13 novembre 1868 à Passy, Paris.
Comptant parmi les plus grands compositeurs du XIXe siècle, par l'importance et la qualité de son répertoire, son nom se rattache surtout à l'opéra : ses œuvres les plus populaires sont encore de nos jours Le Barbier de Séville, La Cenerentola (d'après Cendrillon), La gazza ladra, L'Italienne à Alger, Le Turc en Italie, Tancredi, Semiramide et Guillaume Tell. Il a aussi laissé des œuvres de musique religieuse, notamment un Stabat Mater et une Petite messe solennelle composée dans ses dernières années.
Bon vivant et gastronome à la table réputée, il a composé des pages culinaires, leur donnant le nom de ses opéras (« bouchées de la Pie voleuse », « tarte Guillaume Tell ») et baptise ses Péchés de vieillesse selon son inspiration gourmande (Hachis romantique, Petite valse à l'huile de ricin). Le « tournedos Rossini » est une recette célèbre nommée en son honneur, dont certains auteurs lui attribuent la paternité.

## Biographie

### Jeunesse
Gioachino Antonio Rossini est issu d'une famille modeste de Pesaro, dans les Marches italiennes, au bord de la mer Adriatique : son père, Giuseppe Rossini, dit Vivazza, fervent partisan de la Révolution française, originaire de Lugo, exerce les fonctions de trompette de ville (tubatore), à savoir de corniste, qu'il cumule avec l'emploi d'inspecteur de boucherie ; sa mère, Anna Guidarini, née à Urbino, est chanteuse dans un certain nombre de théâtres. Lorsque Giuseppe Rossini est évincé de ses postes pour avoir trop ardemment embrassé les idées révolutionnaires, Anna s'engage comme chanteuse de théâtre à Bologne.
Le jeune Gioachino, né six mois après le mariage de ses parents, passe ses années de jeunesse auprès de sa grand-mère, ou en voyage à Ravenne, Ferrare et Bologne où son père se réfugie afin d'échapper à la capture après la restauration du gouvernement pontifical. C'est principalement à Bologne qu'il peut s'initier à la musique, particulièrement au chant (il est contralto et chantre à l’Accademia filarmonica) et à l'épinette auprès de Giuseppe Prinetti, son premier professeur, puis d'Angelo Tesei.
À quatorze ans, en 1806, il s'inscrit au Liceo musicale de Bologne (créé en 1804), étudiant intensément et avec passion les œuvres de Franz Joseph Haydn et Wolfgang Amadeus Mozart (c'est à cette époque qu'il est appelé tedeschino, « le petit allemand ») et écrit son premier opéra, Demetrio e Polibio, qui ne sera représenté qu'en 1812. L'année suivante, il est admis dans la classe de contrepoint de Stanislao Mattei. Il apprend facilement à jouer du violoncelle, mais la sévérité des vues de Mattei sur le contrepoint pousse le jeune compositeur vers une forme libre de composition. Le 11 août 1808, il publie, le Pianto d'armonia per la morte d'Orfeo.

### Premiers opéras (1810-1815)
En 1812, trois de ses opéras ont déjà été représentés et, un an plus tard, ce nombre s'élève à dix.
Le début officiel des représentations se situe vers 1810 au teatro San Moisé de Venise avec La cambiale di matrimonio. Le long « voyage avec l'opéra » commence, ponctué de brillants succès et d'échecs retentissants. En 1812, il connaît plusieurs succès avec Ciro in Babilonia à Ferrare, La scala di seta (L'Échelle de soie) à Venise et La pietra del paragone à Milan. Ce dernier opéra est d'ailleurs regardé par les critiques comme la pierre de touche du génie rossinien. L'année suivante, il connaît un triomphe à Venise avec la création de Tancredi, qui marque un tournant dans sa carrière : Rossini abandonne en effet les longs récitatifs traditionnellement utilisés dans l'opera seria au profit d'une déclamation lyrique (Di tanti palpiti, un des plus beaux airs de cet opéra est aussi connu sous le nom d’« aria de' rizzi » : une légende populaire veut, en effet, que Rossini l'ait composé dans une auberge pendant le temps qu'on mettait à cuire son riz). Les années 1814-1815 sont moins heureuses et voient surtout l'échec de Il turco in Italia (Le Turc en Italie) et de Sigismondo, représenté à La Fenice de Venise pendant le carnaval de 1815.
En 1815, il vient à Naples où il rencontre Isabella Colbran, chanteuse lyrique, plus âgée que lui, qu'il épouse le 16 mars 1822 et dont il se sépare en 1837. Après la mort de celle-ci en 1845, il se remariera avec Olympe Pélissier le 16 août 1846.

### Le voyage avec l'opéra (1815-1830)

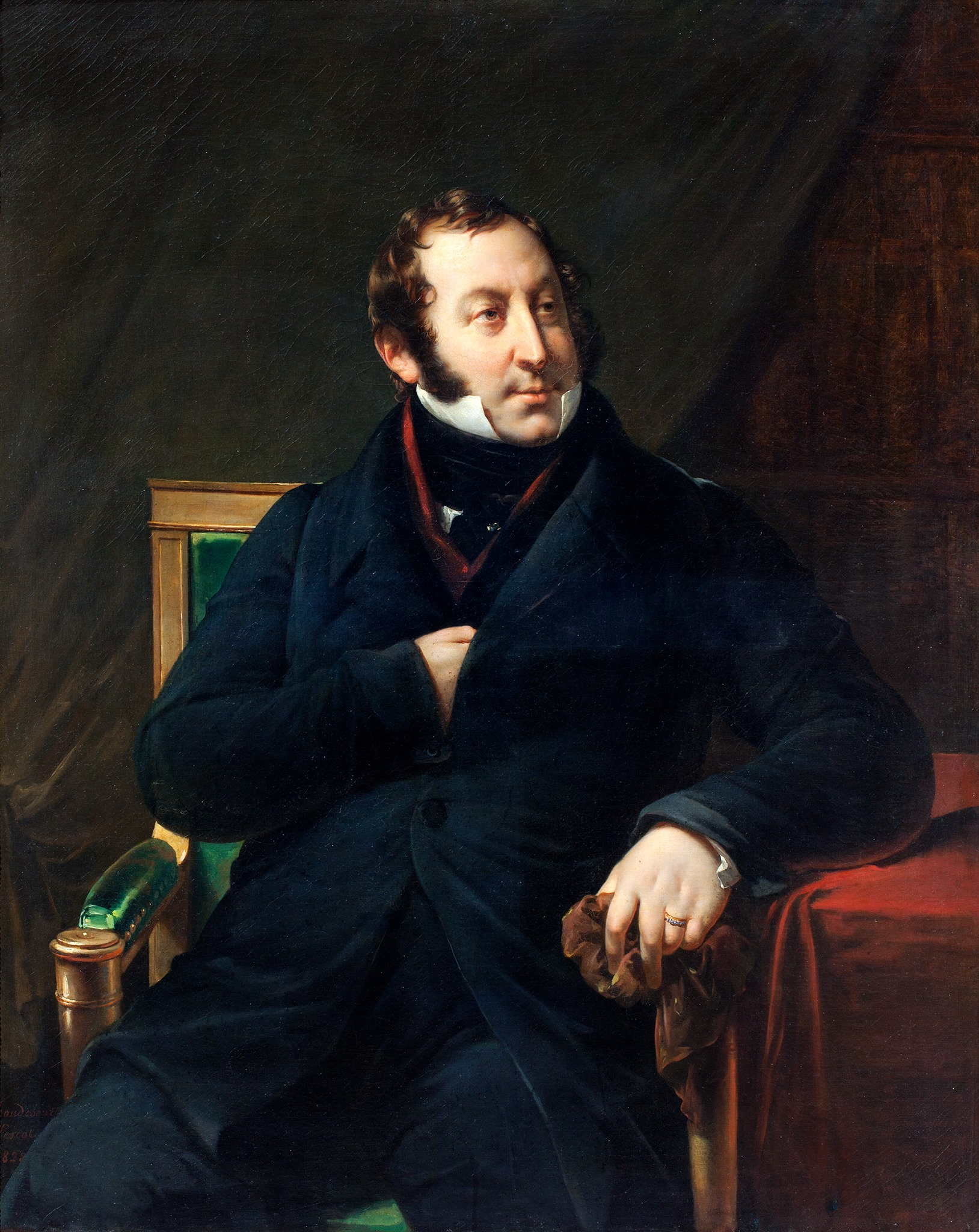
Portrait de Gioachino Rossini, peint par Hortense Haudebourt-Lescot à Paris en 1828 (Lugo, Rocca Estense)

#### Le Barbier de Séville
À l'automne 1815, l'impresario du teatro Argentina, à Rome, propose à Rossini le livret du Barbier de Séville, comédie française de Beaumarchais que Giovanni Paisiello avait jadis mise en musique et dont de nombreux autres compositeurs s'étaient déjà inspirés. Composé en quatorze jours seulement (Rossini reprit des passages de deux de ses œuvres précédentes, Aureliano in Palmira et Elisabetta, regina d'Inghilterra), le Barbier est créé sous le titre d'Almaviva et reçoit un accueil particulièrement négatif : la nouveauté du style musical, les incidents scéniques (guitares désaccordées, chanteur qui tombe et saigne du nez, irruption d'un chat sur la scène) et surtout la présence dans la salle de nombreux amis de Paisiello, hostiles à Rossini et venus en perturbateurs, firent que la représentation fut couverte de huées et de sifflets. Le lendemain, cependant, le public accepta d'entendre l'œuvre et celle-ci fut bientôt jugée supérieure à celle de Paisiello ; aux applaudissements du public succéda le triomphe de Rossini, reconduit chez lui à épaules d'hommes. Ce n'est que quelques mois plus tard, à l'occasion d'une reprise au Teatro comunale de Bologne, que Rossini donnera à son opéra son nom définitif de Il barbiere di Siviglia.

#### L'opera seria
Quelques mois plus tard, Rossini rompt avec l’opera buffa et se tourne vers l'opera seria en faisant représenter tout d'abord Otello puis, en 1817, La Cenerentola et Armida.
La révolution de Naples, en juillet 1820, le contraint à endosser l'uniforme de la garde nationale mais ses chefs, ne découvrant pas en lui les qualités d'un soldat, le renvoient à son piano.
En 1822, il se rend à Vienne pour y faire représenter Zelmira ; il y rencontre Ludwig van Beethoven avec qui il ne pourra pas nouer de relations cordiales, compte tenu de la surdité et de la maladie du compositeur allemand. Après avoir essuyé un échec à Venise avec Semiramide, Rossini quitte l'Italie pour la France, où il arrive après un bref séjour en Angleterre où il crée La figlia dell'aria qui lui vaut l'estime du roi Georges IV. Son opéra Ugo re d'Italia, dont la composition est commencée en Angleterre en 1825, ne sera jamais achevé. Arrivé à Paris, il compose Il viaggio a Reims (Le Voyage à Reims), opéra de circonstance écrit à l'occasion du sacre de Charles X et créé au Théâtre-Italien le 19 juin 1825. Cet opéra rencontre un franc succès, bien que momentané : des passages seront cependant repris dans Le Comte Ory, composé en 1828. En août 1824 Il devient directeur du Théâtre-italien et fait engager à cette occasion des musiciens italiens, dont les frères Antonio et Alessandro Gambati.

#### Guillaume Tell
Guillaume Tell, opéra en quatre actes sur un livret d’Étienne de Jouy et d'Hippolyte Bis représenté à Paris le 3 août 1829, sera sa dernière œuvre lyrique. Représentant une fusion des qualités propres à l'art italien, à l'art français mais aussi à l'art allemand (grâce de la cavatine et du duo italiens, harmonie profonde des chœurs allemands, clarté et précision du style français), il pose les bases du « Grand opéra à la française » avec La Muette de Portici d'Auber (1828). Il sera suivi par Robert le Diable (1831) et Les Huguenots (1836) de Giacomo Meyerbeer, et de La Juive de Jacques-Fromental Halévy (1835). Charles Gounod compte la partition de Guillaume Tell parmi ses deux « partitions de chevet », l'autre étant Don Giovanni de Mozart[réf. nécessaire].

### Un retrait précoce (1830)

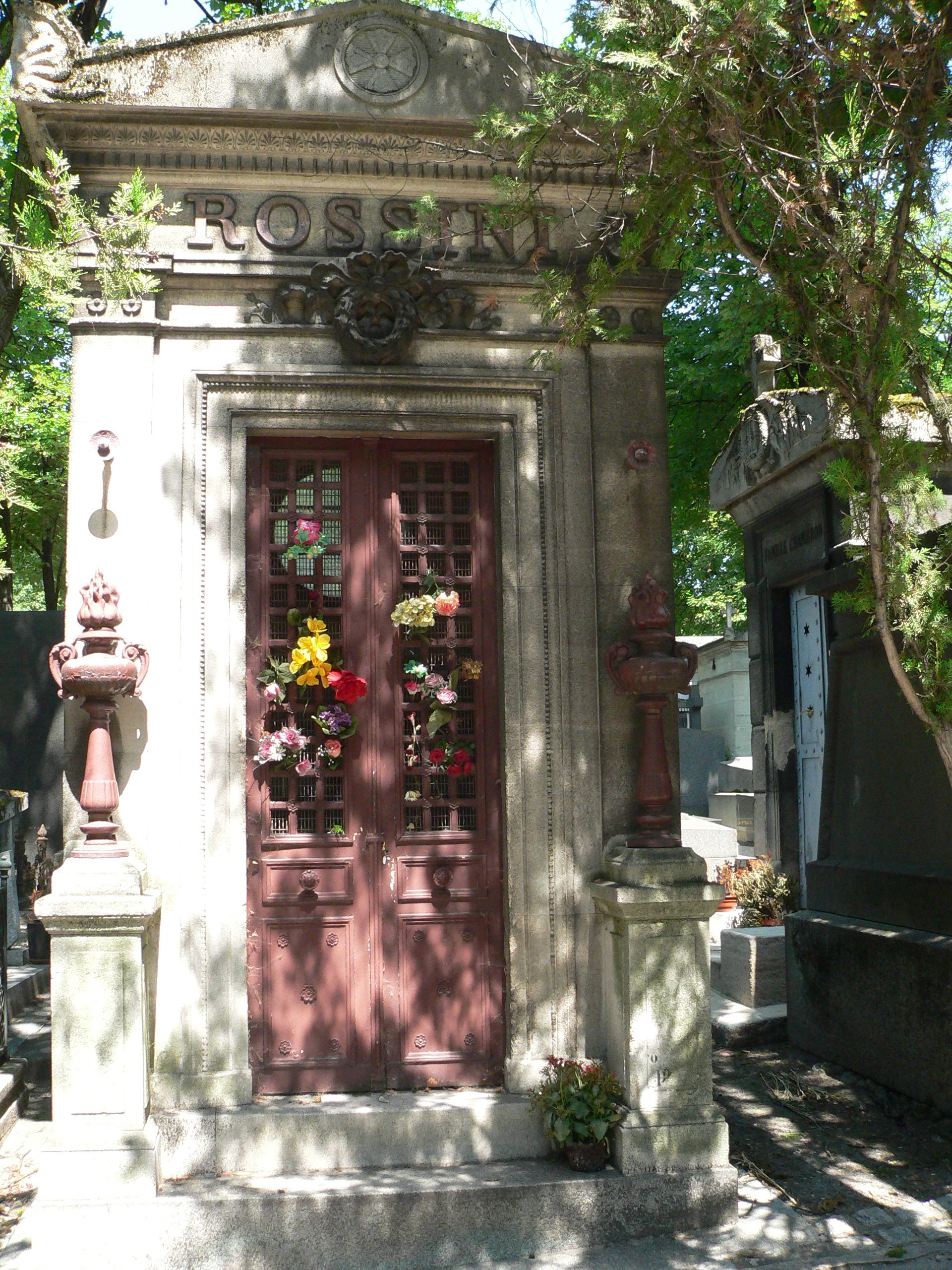
Cénotaphe de Gioachino Rossini au cimetière du Père-Lachaise (division 4).

La révolution de 1830 lui fait perdre la protection de Charles X. Il s'enferme alors dans une longue retraite qui durera jusqu'à sa mort, cessant d'écrire des opéras pour se consacrer, à son propre rythme, à la composition de mélodies, musique sacrée et musique instrumentale, pour son seul plaisir et celui de son entourage : le Stabat Mater, écrit entre 1831 et 1841, les Péchés de vieillesse et la Petite messe solennelle exécutée en 1864.
Retourné à Bologne, il voit sa retraite troublée par les mouvements révolutionnaires qui secouent l'Italie en 1847 ; rendu suspect à ses compatriotes par son horreur des séditions populaires, Rossini doit faire face à l'animosité populaire et quitte Bologne pour Florence, où il s'installe à la Villa San Donato, mise à sa disposition par le prince Demidoff.
En 1855, il quitte l'Italie pour revenir à Paris et s'installe dans un appartement de la rue de la Chaussée-d'Antin, passant l'été dans sa villa de Passy. C'est là que Rossini fait la connaissance du jeune compositeur belge, virtuose du mattauphone, Edmond Michotte, de près de trente-neuf ans son cadet. Considérant bientôt celui-ci comme son « quasi figlio », il lui lèguera une partie de sa bibliothèque privée, aujourd'hui conservée au Conservatoire royal de Bruxelles au sein du Fonds Edmond Michotte.
Considéré comme une gloire musicale française, c'est lui qui compose l'Hymne à Napoléon III et à son vaillant peuple, qui clôture l'Exposition universelle de 1867.

### La mort
En octobre 1868, retenu à Passy par une crise de catarrhe, maladie chronique dont il souffrait depuis de longues années, il y meurt au 2, avenue Ingres le vendredi 13 novembre 1868, à 23 h, dans une villa qui n’existe plus aujourd’hui mais dont Le Monde illustré du 21 novembre 1868 reproduit une gravure. La cérémonie funéraire, grandiose, a lieu en l’église de la Trinité. Un grand cortège traverse tout Paris pour rejoindre le cimetière parisien du Père-Lachaise (division 4) où son corps est inhumé. La nouvelle Italie indépendante réclame finalement le rapatriement du héros national. Il est transporté en Italie en 1887, neuf années après la mort d'Olympe Pélissier. Il repose dans la basilique Santa Croce, à Florence. Rossini a laissé tous ses biens à sa ville natale, Pesaro, dans laquelle un important conservatoire à son nom forme de nouveaux talents.

## Apports et réévaluation de l'œuvre

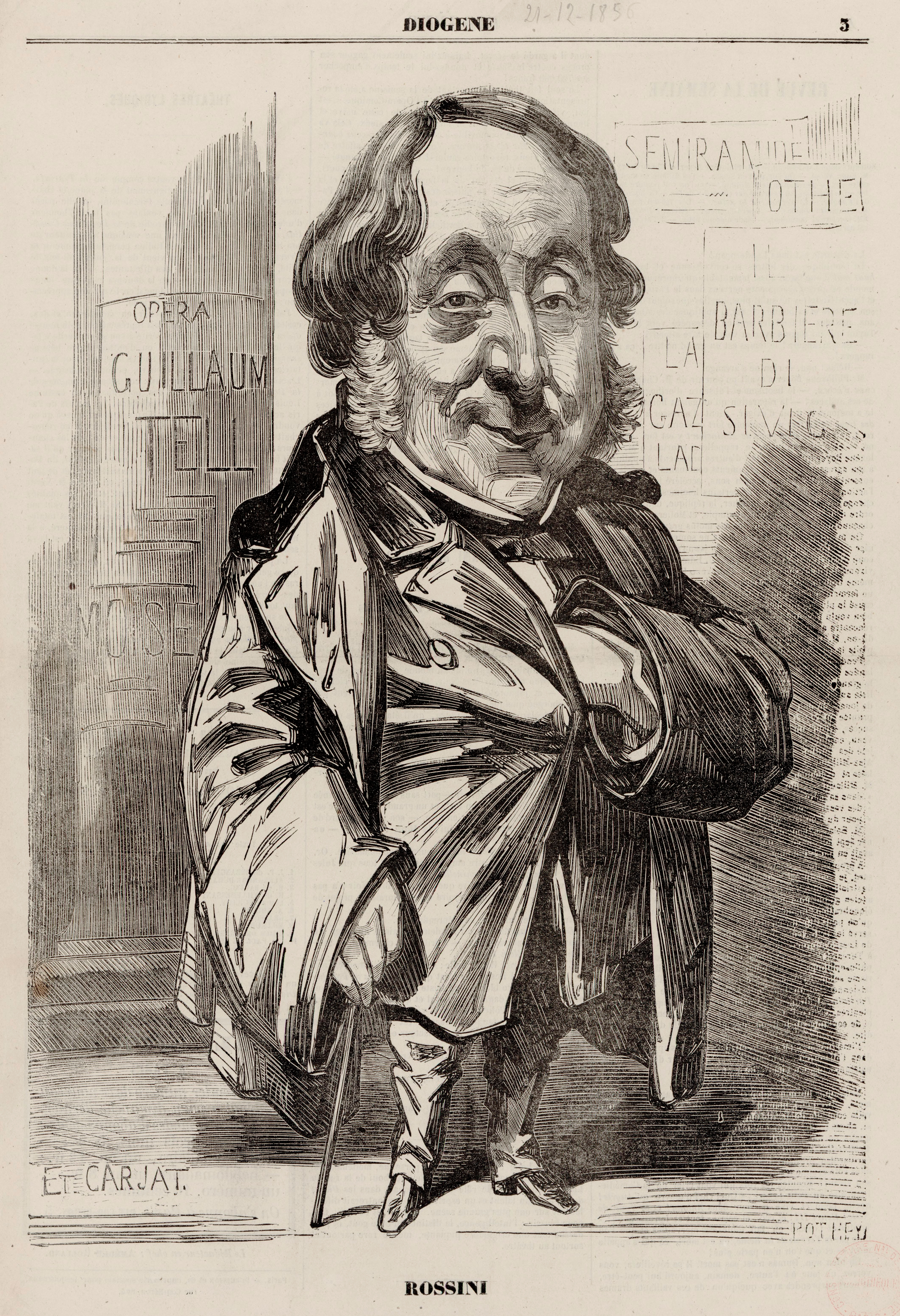
Dessin d'Étienne Carjat pour Diogène, no 20, décembre 1856.

Né trois mois après la mort de Mozart, le « cygne de Pesaro » — ainsi qu'il fut surnommé — imprima à l'opéra un style qui fit date et dont quiconque, après lui, tint compte. Plus de trente opéras dans tous les genres, de la farce à la comédie en passant par la tragédie et l'opéra seria. Les principaux apports de Rossini au monde de l'opéra peuvent se résumer en :
- une standardisation unique de la manière de chanter aussi bien dans le répertoire comique que tragique ;
- une virtuosité vocale extrêmement développée et directement inspirée par la technique vocale baroque ;
- la création de blocs musicaux développés, rompant avec la tradition des arias alternées aux récitatifs. Ces grandes scènes appelées pezzi chiusi (morceaux fermés) comprennent généralement une introduction orchestrale récitée, une section lyrique lente, une section intermédiaire plus dramatique (tempo di mezzo) et une cabalette (section rapide, la plus virtuose, la plus exaltée). Le pezzo chiuso présent dès la seconde décennie du XIXe siècle survivra jusque dans les opéras de Giuseppe Verdi les plus tardifs.

Dans le cadre de ses œuvres bouffes, Rossini développe une veine comique proche de l'absurde : Il Turco in Italia présente un poète en manque d'inspiration qui doit créer un sujet d'opéra, celui-là même qui se joue sous l'œil des spectateurs. Dans certaines grandes scènes d'ensemble, les personnages deviennent de véritables pantins et sont réduits à la récitation d'onomatopées qui renforcent leur côté mécanique (L'Italienne à Alger). Les opéras de la période napolitaine, pour le Teatro San Carlo, développent une écriture orchestralement plus élaborée et un style romantique plus grandiloquent (Mosè in Egitto).
Depuis le début des années 1970 a eu lieu une réévaluation des nombreuses et très célèbres œuvres de Rossini, une redécouverte qui a donné lieu à une vraie renaissance du compositeur de Pesaro. Ses chefs-d'œuvre sont revenus définitivement au répertoire des plus importants théâtres lyriques. À Pesaro est organisé chaque année le Rossini Opera Festival : des passionnés venus du monde entier viennent spécialement pour écouter les œuvres du maestro.

## Entre paresse et plaisirs de la vie

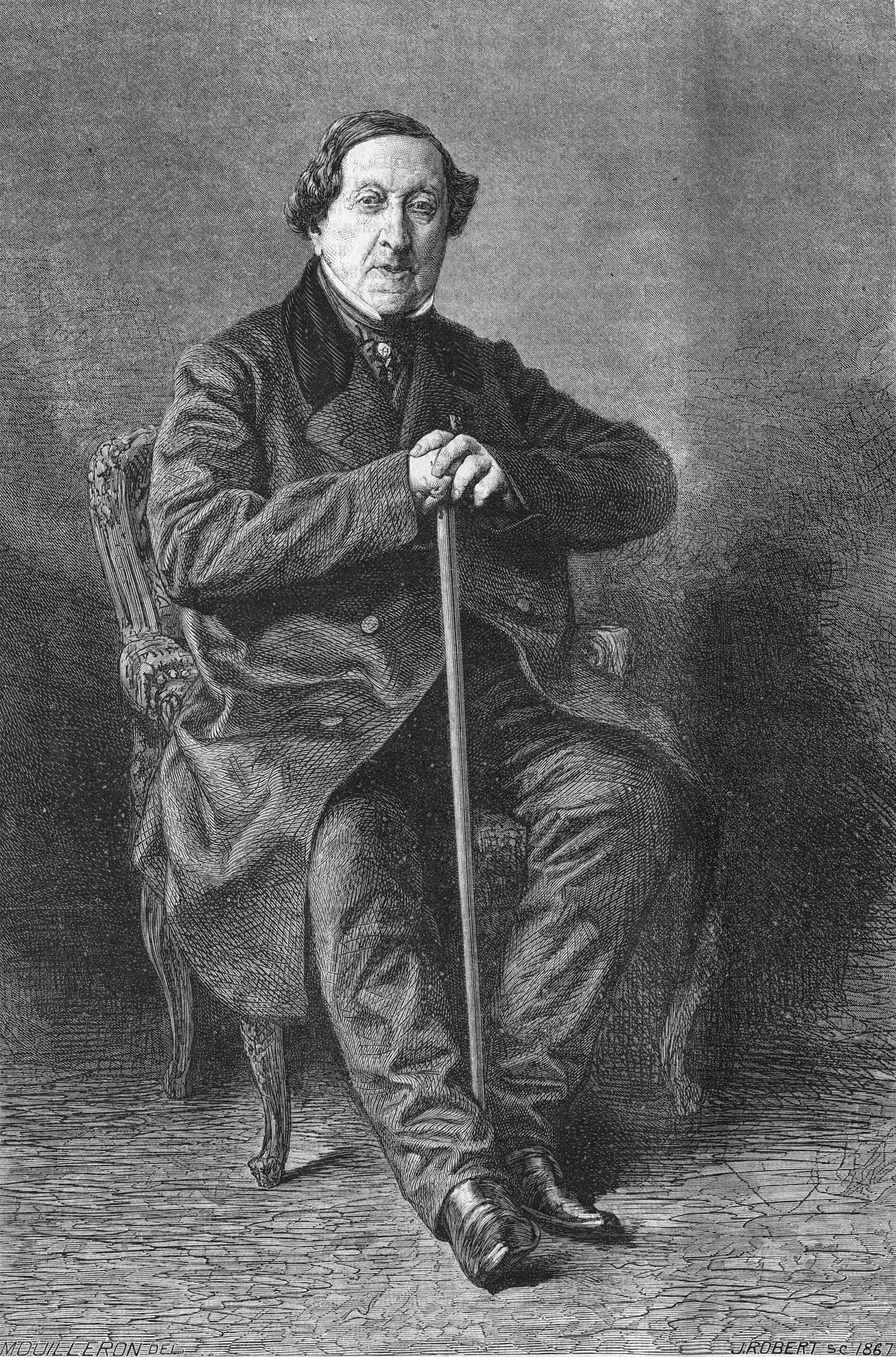
Gioachino Rossini en 1867, peint par Adolphe Mouilleron.

Rossini, homme aux mille facettes, est décrit dans ses nombreuses biographies de façon très diverse : hypocondriaque, colérique ou bien sujet à de profondes dépressions, ou encore joyeux, bon vivant, amoureux de la bonne chère et des belles femmes ; souvent décrit comme paresseux, mais avec une production musicale qui finalement se révèle incomparable (bien que riche de nombreux centoni (la centonisation ou parodie musicale), des fragments musicaux antérieurs réutilisés pour de nouvelles œuvres où le compositeur emprunte à lui-même dans une sorte d'auto-plagiat).
Outre ses opéras, Rossini est un grand amateur de gastronomie fine et de vins rares — sa cave à vin était légendaire. Il avait sa table attitrée à La Tour d'Argent, chez Bofinger et à la Maison dorée, dont le chef, Casimir Moisson, aurait dédié au compositeur une création, le tournedos Rossini. Il est également l'auteur d'un Livre de cuisine.
Il était également doté d'un grand sens de l'humour, n'hésitant pas à brocarder ses contemporains, qu'ils fussent interprètes ou compositeurs. On peut à ce sujet citer l'anecdote suivante : jouant un jour, au piano, une partition de Richard Wagner, Rossini n'en tirait que des sons cacophoniques ; un de ses élèves, s'approchant, lui dit : « Maestro, vous tenez la partition à l'envers ! », ce à quoi Rossini répondit : « J'ai essayé en la mettant dans l'autre sens : c'était pire ! » Une autre anecdote, largement répandue dans les milieux musicaux et devenue légendaire : Rossini avait pris l'habitude de composer dans son lit. Lors de l'écriture d'un Prélude pour piano, il laissa tomber sa partition. Plutôt que de se lever pour la ramasser, il décida d'en recommencer un autre.
Selon Stendhal, il fut « un homme à envier ». La Vie de Rossini (écrite par Stendhal qui avait quarante ans et le compositeur trente-et-un ans seulement) est devenue très célèbre, même si de nombreux critiques la considèrent comme beaucoup trop romancée : « Il est si difficile d'écrire l'histoire d'un homme vivant ! » — écrit Stendhal dans sa préface — « Avant qu'il se fâche (s'il se fâche), j'ai besoin de lui dire que je le respecte infiniment, et bien autrement, par exemple que tel grand seigneur envié. Le seigneur a gagné un gros lot en argent à la loterie de la nature, lui y a gagné un nom qui ne peut plus périr, du génie et surtout du bonheur. » Selon un des personnages de Balzac, dans le roman Massimilla Doni, « cette musique relève les têtes courbées, et donne de l’espérance aux cœurs les plus endormis, s’écriait un Romagnol ».

## Adaptations au cinéma
Emanuele Luzzati et Giulio Gianini ont utilisé la musique de Rossini pour plusieurs de leurs courts-métrages d'animation, notamment La Pie voleuse (1964), L'Italienne à Alger (1968) et Pulcinella (1973) d'après Le Turc en Italie.
Stanley Kubrick utilise deux ouvertures de Rossini dans son film Orange mécanique : l'ouverture de La Pie voleuse, pour la scène de combat du théâtre abandonné, et pour celle qui se déroule le long d'une berge, au ralenti ; ainsi que l'ouverture de Guillaume Tell, interprétée aux synthétiseurs par Walter Carlos, pour une scène en accéléré où Alex couche avec deux jeunes femmes.
Dans Rossini! Rossini!, un film biographique réalisé par Mario Monicelli en 1991, Philippe Noiret joue le rôle du compositeur et Sabine Azéma celui de sa seconde épouse, Olympe Pélissier.
Rossini est présent dans le film La Maison du souvenir, réalisé par Carmine Gallone en 1954, qui raconte l'histoire de l'éditeur Giovanni Ricordi, interprété par Andrea Checchi. Le comédien Roland Alexandre tient le rôle de Rossini, Marcello Mastroianni celui de Donizetti, alors que Maurice Ronet incarne Bellini et que Gabriele Ferzetti est Puccini.
Le compositeur Hans Zimmer a utilisé l'ouverture de Guillaume Tell dans la bande originale composée pour le film de Gore Verbinski, Lone Ranger.
Sa musique La Danza a aussi été utilisé dans le film de Gérard Oury, Le Corniaud, lors de la scène du garage où Louis de Funès retape et nettoie la Cadillac.

## Œuvre
Gioachino Rossini laisse environ 240 œuvres musicales.

## Postérité
- Grâce au testament de sa femme, la fondation Rossini est créée en 1888 dans le 16e arrondissement de Paris, au croisement des rues Mirabeau et Wilhem. Elle accueille à l'origine une maison de retraite, destinée aux « chanteurs français et italiens âgés et dénués de ressources ou atteints de maladies incurables ». Elle fait de nos jours partie de l'ensemble hospitalier Sainte-Périne[17],[18].
- En 1991, l'ouverture de La Pie voleuse est interprétée au concert du nouvel an à Vienne, sous la direction de Clauddio Abbado. C'est la seule fois où une œuvre de Rossini est entendue lors de ce traditionnel concert.

## Hommages
Sont nommés en son honneur :
- la Maison Rossini et le Teatro Rossini, à Pesaro ;
- la rue Rossini, à Paris[19] ;
- (8181) Rossini, un astéroïde de la ceinture principale découvert en 1986[20].

### Stendhal
- Stendhal, Vie de Rossini par M. de Stendhal, A. Boulland, Paris, 1824 ; rééditions récentes sous la direction de Pierre Brunel, coll. « Folio », Gallimard, Paris, 1992 ; sous la direction de Suzel Esquier, Turin, Cirvi, 1997 ; dans le recueil L'Âme et la Musique (Suzel Esquier, dir.), Paris, Stock, 1999  (ISBN 2-234-05183-5).
Consultable sur Gallica, édition sous la direction de Henri Martineau, Le Divan, Paris, 1929, tomes I et II

Jean-Louis Caussou, dans son propre Rossini, critique l'ouvrage de Stendhal en donnant un certain nombre d'exemples d'erreurs. Il fait remarquer en outre que l'auteur se fie à des jugements de tiers et traite d'un musicien qu'il connaît finalement mal. Il propose donc le titre de « Chronique musicale et mondaine de l'époque de Rossini ». Il en retient malgré tout quelques chapitres intéressants : Mozart en Italie, De la révolution opérée par Rossini dans le chant, Mme Pasta et Les théâtres en Italie.

### Ouvrages modernes
- Jean-Louis Caussou, Gioachino Rossini : L'Homme et son œuvre, Paris, Seghers, coll. « Musiciens de tous les temps » (no 35), 1967, 189 p. (OCLC 1309417)
- Damien Colas, Rossini, l’opéra de lumière, Gallimard, Paris, 1992.
- Thierry Beauvert et Peter Knaup, Rossini : Les Péchés de gourmandise, Paris, Plume, 1997, 214 p. (ISBN 2-84110-053-7).
- (en) Richard Osborne, Rossini : His Life and Works, Oxford New York, Oxford University Press, 2007, 432 p. (ISBN 978-0-19-972440-6, lire en ligne).
- Gérard Denizeau, Gioachino Rossini, Bleu Nuit, Paris, 2009  (ISSN 1769-2571).
- François Bronner, La Schiassetti : Jacquemont, Rossini, Stendhal… Une saison parisienne au Théâtre-Italien (1824-1826), éditions Hermann, 2011.
- Pierre Levi, Gioachino Rossini : Une jeunesse foudroyante, Amalthée, Nantes, 2011.
- Jean et Jean-Philippe Thiellay, Rossini, Actes Sud, Paris, 2012  (ISBN 978-2-330-00608-2)

#### Bases de données et dictionnaires
- Ressources relatives à la musique :   - International Music Score Library Project
  - AllMusic
  - Bait La Zemer Ha-Ivri
  - Bayerisches Musiker-Lexikon Online
  - Carnegie Hall
  - ChoralWiki 
  - Discografia Nazionale della Canzone Italiana
  - Discography of American Historical Recordings
  - Discogs
  - Grove Music Online
  - MusicBrainz
  - Musopen
  - Muziekweb
  - Operone
  - Projet Mutopia
  - Répertoire international des sources musicales
  - Songfacts
  - Songkick
  - VGMDb
- Ressources relatives aux beaux-arts :   - Académie des arts de Berlin
  - Académie des beaux-arts
  - AGORHA
  - British Museum
  - National Portrait Gallery
  - Nationalmuseum
  - Philadelphia Museum of Art
  - Union List of Artist Names
- Ressources relatives au spectacle :   - Archives suisses des arts de la scène
  - Les Archives du spectacle
  - Internet Broadway Database
  - Kunstenpunt
- Ressources relatives à la vie publique :   - base Léonore
  - Documents diplomatiques suisses 1848-1975
- Ressources relatives à la recherche :   - Académie royale de Belgique
  - Isidore
- Ressources relatives à l'audiovisuel :   - Filmportal
  - IMDb
- Ressource relative à plusieurs domaines :   - Radio France
- Ressource relative à la bande dessinée :   - Comic Vine
- Notices dans des dictionnaires ou encyclopédies généralistes :   - Britannica
  - Brockhaus
  - Den Store Danske Encyklopædi
  - Deutsche Biographie
  - Dizionario biografico degli italiani
  - Enciclopedia italiana
  - Enciclopedia De Agostini
  - Gran Enciclopèdia Catalana
  - Hrvatska Enciklopedija
  - Internetowa encyklopedia PWN
  - Nationalencyklopedin
  - Store norske leksikon
  - Treccani
  - Universalis
  - Visuotinė lietuvių enciklopedija
- Notices d'autorité :   - VIAF
  - ISNI
  - BnF (données)
  - IdRef
  - LCCN
  - GND
  - Italie
  - Japon
  - CiNii
  - Espagne
  - Pays-Bas
  - Pologne
  - Israël
  - NUKAT
  - Catalogne
  - Suède
  - Vatican
  - Australie